# マクラーレン・オートモーティブ
マクラーレン・オートモーティブ (McLaren Automotive) は、イギリスの高級スポーツカーメーカーである(前身はマクラーレン・カーズ)。イギリスのサリー州ウォキングにあるマクラーレン・テクノロジーセンターを拠点とし、スーパーカーを自社生産する。2017年7月、マクラーレン・オートモーティブは、マクラーレン・グループの100％子会社となった。

## 起源と創設者
2010年、マクラーレン・オートモーティブ設立。前身は1985年に設立されたマクラーレン・カーズ(McLaren Cars)。同社は1992年、マクラーレン・F1(McLaren F1)を発表する。その後マクラーレン・オートモーティブが立ち上がる1994年から2010年の間、マクラーレン・カーズは活動を休止。当初マクラーレン・オートモーティブは、新ベンチャー企業として投資を意識し、既存のマクラーレン・グループ会社とは別であったが、2017年7月に創設者ロン・デニスが株を売却した後にグループに合併された。
マクラーレンの創設者であるブルース・マクラーレンについて、

## 合併、スピンオフ、成長
1980年、マクラーレンはロン・デニスのプロジェクト4レーシングチームと合併。カーボンファイバーはすでに航空宇宙用途で利用されていたが、完全なレーシングカーのモノコックに適用された実績はなかった。マクラーレンは、新車MP4/1でモーターレースでのカーボンファイバーの採用を開拓し、これが フォーミュラ1に新しいレベルの剛性とドライバーの安全性をもたらすことになる。
1988年8月、チームプリンシパルであるロン・デニスとゴードン・マレーが新しい車の開発をスタート。1992年にマクラーレン・F1が発売され、その総生産台数はわずか106台であったが、世界中から高い評価を受けた。
SLRマクラーレンでのメルセデス・ベンツとのコラボレーションの後、マクラーレン・オートモーティブは、2010年に独立したメーカーとして再スタートする。同社は2011年にMP4-12C、2012年に同スパイダーモデルを発売。限定生産のP1は2013年に生産を開始し2015年に終了。
毎年新車ないしは新モデルをリリースするビジネスプランを発表した後、2014年650S、そして570Sと540Cで構成される新しいスポーツシリーズを2015年に発表している。2016年9月にP1に続いて子供向けの初の電気自動車、P1TMを発表した。2023年にはハイブリッド車のアルトウーラを発表した。

## 本社と施設
マクラーレン・オートモーティブは、マクラーレン・グループであるマクラーレン・テクノロジー・センター(MTC)と、隣接するマクラーレン・プロダクション・センター(MPC)を拠点としている。 2つの施設は地下通路で繋がっており、MPCは部分的に地下に建設されている。
2017年、マクラーレンはシェフィールド市とロザラム市の間に位置する、アドバンスドマニュファクチャリングパークに5,000万ポンドのマクラーレン・コンポジット・テクノロジー・センター（MCTC）を建設すると発表。この施設は、マクラーレンロードカー用のカーボンファイバーシャーシを構築し、複合タブの製造をより細かく制御できることを目的としており、タブの設計と開発のペースも向上する。MCTCは、ケンブリッジ公爵、ケンブリッジ公爵夫人、バーレーン王国皇太子が式典に招待され、2018年11月に正式に開設。2020年までにMCTCでの完全生産がスタートする。

## 製品と戦略
マクラーレンは、2015年にベースとなる3カテゴリーを発表。スポーツ、スーパー、アルティメイトの3シリーズに分類 (*現在は、GT、スーパーカー、アルティメイト)。スポーツシリーズとスーパーシリーズの車には、PSでの車の出力に基づいて名前が付けられ、その後にモデル指定が続く（Cはクラブ、Sはスポーツ、GTはグランドツアラー、LTはロングテール）。エントリーレベルのスポーツシリーズは、570S、570Sスパイダー、570GT、540C、600LT、600LTスパイダーで構成。マクラーレンのコアモデルであるスーパーシリーズには、当初650S、625C、675LTだった。これらは2017年に720S、720Sスパイダーに置き換えられた。ハイエンドのアルティメイトシリーズは、P1とP1 GTRが主導し、現在は元のF1の後継となることを目的とした、セナ、セナGTR、スピードテール、エルバが含まれる。マクラーレンF1はアルティメイトシリーズ、MP4-12Cはスーパーシリーズに包括される。

## ラインアップ
| アルティメイトシリーズ | アルティメイトシリーズ | アルティメイトシリーズ | アルティメイトシリーズ            | アルティメイトシリーズ | アルティメイトシリーズ | アルティメイトシリーズ                                                        |
| --- | ---------------------- | ---------------------- | --------------------------------- | ---------------------- | ---------------------- | ----------------------------------------------------------------------------- |
| 3つのシリーズからなるラインナップの最上位スーパーカー。                                                                    |                        |                        |                                   |                        |                        |                                                                               |
| 外観 | 車名                   | 排気量                 | エンジン                          | 駆動方式               | 最高出力               | 解説                                                                          |
| | セナ                   | 3,994cc                | V型8気筒ツインターボ              | MR                     | 800PS                  | 世界限定500台                                                                 |
| | セナGTR                | 3,994cc                | V型8気筒ツインターボ              | MR                     | 825PS                  | サーキット専用車世界限定75台                                                  |
| | エルバ                 | 3,994cc                | V型8気筒ツインターボ              | MR                     | 815PS                  | ルーフ、フロントウインドウスクリーン、サイドウインドウは未装備。世界限定399台 |
| | スピードテール         | 3,994cc                | V型8気筒ツインターボ+電気モーター | MR                     | 1050PS                 | F1同様の座席配置をもつ3人乗りの車両。世界限定106台                            |
| | セイバー               | 3,994cc                | V型8気筒ツインターボ              | MR                     | 800PS                  | セナがベース。北米限定15台                                                    |
| | ソーラスGT             | 5,200cc                | V型10気筒自然吸気                 | MR                     | 840PS                  | サーキット専用車。世界限定25台                                                |
| | W1                     | 3,988cc                | V型8気筒+電気モーター             | MR                     | 1,275PS                | P1の後継モデル。世界限定399台                                                 |
| スーパーカー |                        |                        |                                   |                        |                        |                                                                               |
| 主力スーパーカーモデル。先進性を象徴するテクノロジーのひとつとしてカーボン製シャシー『カーボン・モノセル』を採用している。 |                        |                        |                                   |                        |                        |                                                                               |
| 外観 | 車名                   | 排気量                 | エンジン                          | 駆動方式               | 最高出力               | 解説                                                                          |
| | 765LT                  | 3,994cc                | V型8気筒ツインターボ              | MR                     | 765PS                  | 世界限定765台                                                                 |
| | アルトゥーラ           | 2993cc                 | V型6気筒ツインターボ+電気モーター | MR                     | 680PS                  | マクラーレン初のハイブリッドカー。                                            |
| | 750S                   | 3,994cc                | V型8気筒ツインターボ              | MR                     | 750PS                  | 720Sの後継モデル。                                                            |
| グランドツアラー |                        |                        |                                   |                        |                        |                                                                               |
| かつてのスポーツシリーズにあたるマクラーレンのエントリーモデル。                                                           |                        |                        |                                   |                        |                        |                                                                               |
| 外観 | 車名                   | 排気量                 | エンジン                          | 駆動方式               | 最高出力               | 解説                                                                          |
| | GTS                    | 3,994cc                | V型8気筒ツインターボ              | MR                     | 635PS                  | GTの後継モデル。                                                              |
| 現行車種はソーラスGTとW1以外すべてディヘドラルドアを採用している。                                                         |                        |                        |                                   |                        |                        |                                                                               |

## 過去の車種
| 外観 | 車名   | 排気量  | エンジン                          | 駆動方式 | 最高出力 | 解説                          |
| ---- | ------ | ------- | --------------------------------- | -------- | -------- | ----------------------------- |
|      | F1     | 6,100cc | V型12気筒NA                       | MR       | 636PS    | 1991年発表。エンジンはBMW製。 |
|      | P1 GTR | 3,799cc | V型8気筒ツインターボ+電気モーター | MR       | 1,000PS  | サーキット専用車 台数限定     |
|      | P1     | 3,799cc | V型8気筒ツインターボ+電気モーター | MR       | 916PS    | 世界限定375台                 |

| 外観 | 車名    | 排気量  | エンジン             | 駆動方式 | 最高出力 | 解説                                                                 |
| ---- | ------- | ------- | -------------------- | -------- | -------- | -------------------------------------------------------------------- |
|      | MP4-12C | 3,799cc | V型8気筒ツインターボ | MR       | 600PS    | 2011年発表。                                                         |
|      | 675LT   | 3,799cc | V型8気筒ツインターボ | MR       | 675PS    | LTはF1 GTRの“ロングテール”を継承。                                   |
|      | 650S    | 3,799cc | V型8気筒ツインターボ | MR       | 650PS    | P1の下位モデルに位置し、MP4-12Cの後継モデル。                        |
|      | 625C    | 3,799cc | V型8気筒ツインターボ | MR       | 625PS    | アジア限定モデル。日本では未発売。Cはクラブを意味する。              |
|      | 720S    | 3994cc  | V型8気筒ツインターボ | MR       | 720PS    | 650Sの後継モデル。クーペモデルのディヘドラルドアはルーフ部分も開く。 |

| 外観 | 車名  | 排気量  | エンジン             | 駆動方式 | 最高出力 | 解説                                                  |
| ---- | ----- | ------- | -------------------- | -------- | -------- | ----------------------------------------------------- |
|      | 570S  | 3,799cc | V型8気筒ツインターボ | MR       | 570PS    | 2015年4月のニューヨーク国際オートショーで発表された。 |
|      | 540C  | 3,799cc | V型8気筒ツインターボ | MR       | 540PS    | 2015年4月の上海モーターショーで発表された。           |
|      | 570GT | 3,799cc | V型8気筒ツインターボ | MR       | 570PS    | 2016年3月のジュネーブモーターショーで発表された。     |
|      | 620R  | 3,799cc | V型8気筒ツインターボ | MR       | 620PS    | 570S GT4の公道走行バージョン。世界限定350台           |
|      | 600LT | 3,799cc | V型8気筒ツインターボ | MR       | 600PS    | 570Sがベース。F1 GTRの"ロングテール"を継承。          |
|      | GT    | 3,994cc | V型8気筒ツインターボ | MR       | 620PS    | マクラーレン初のグランドツアラー。                    |

### コラボレーション

#### 未発表車両
メルセデス・ベンツとのパートナーシップにより、さらに3台の車が提案された。P9は、より安価なモデルを備えたミッドシップのベビースーパーカーであり、P8（または「SLS」）は、フェラーリ・F430、ベントレー・コンチネンタルGT、アストンマーティン・DB9などの車と競合した。両車も自然吸気のV8エンジンを搭載することになっていた。またP10は、SLRマクラーレンの代替車の予定だった。
しかし、メルセデス・ベンツ・SLS AMGと呼ばれる、フラッグシップスポーツカーを製造するにもかかわらず、メルセデスはプロジェクトにコストをかけすぎで、本来の堅実なビジネスができていないと噂され、3台すべての車が2005年に中止された。SLS AMGは570bhp（430 kW; 580 PS）以上の自然吸気V8エンジンを搭載していた。ただし、P8プロジェクトとは関係ないと考えられている。

#### コンセプトカー
- X-1（2015年）
- アルティメット ビジョン グランツーリスモ（2017年）

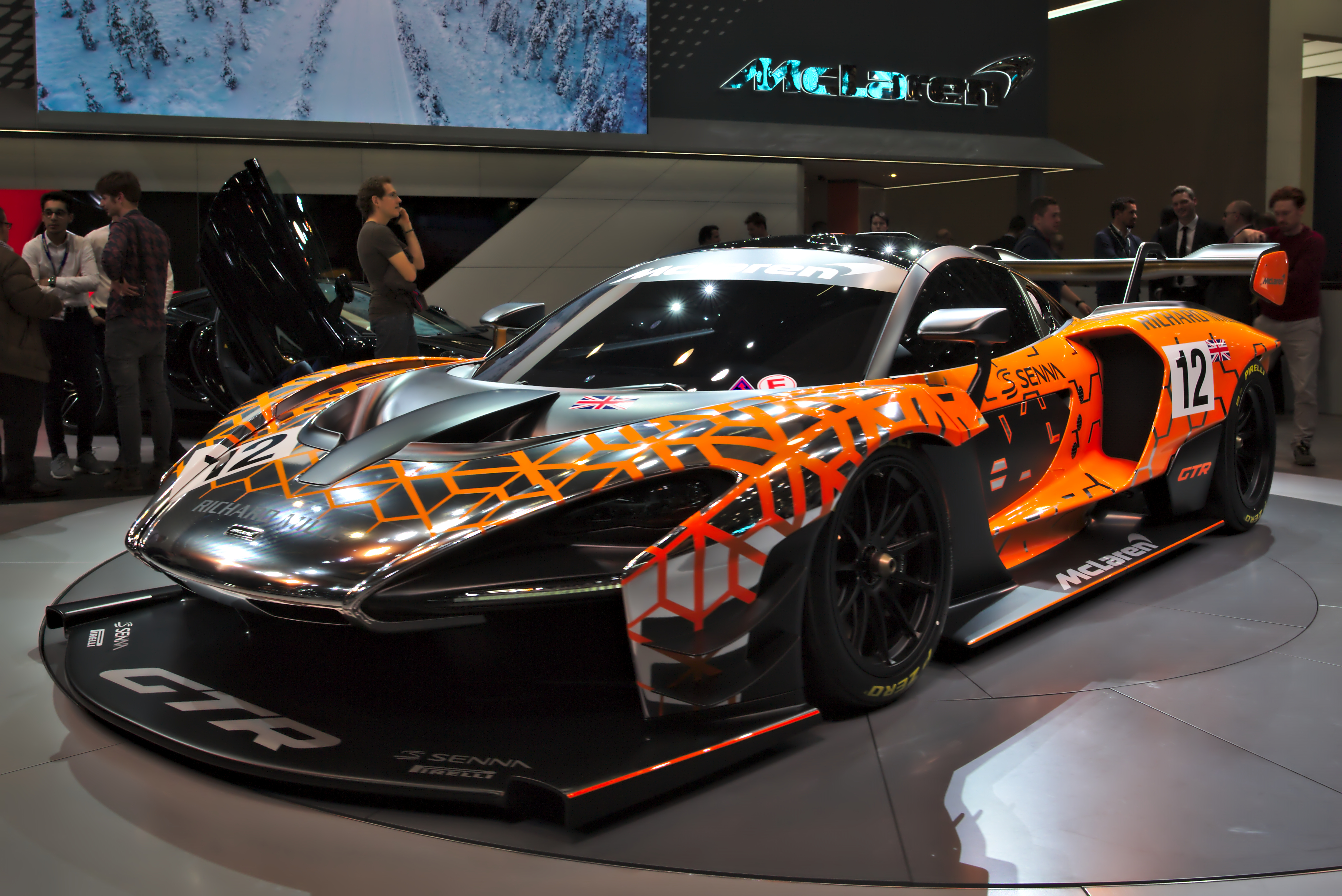
セナ GTR コンセプト（2018年）

- セナGTR コンセプト（2018年）
- X2（2018年）

## マクラーレンGT
マクラーレンGTは、マクラーレン・オートモーティブにおけるGTレース活動のために2011年に設立され、マクラーレンGTレース車の開発から製造までを担っている。この部門は現在、720S GT3 および 570S GT4の設計、開発、製造を担当。
最初に開発された車は、2011年に発表された MP4-12C GT3であり、開発年を経て、2012年にはヨーロッパ全土でレースを行うために25台が顧客に届けられた。デビューシーズンには、13のマクラーレンGTカスタマーチームが14カ国を訪れ、FIA GT1世界選手権、ブランパン耐久シリーズ、バルセロナ24時間、英国GT、シティチャレンジバク、FFSAフレンチGT、GTカップにて、計19回のレースで勝利を収めた。
計19のマクラーレンGTカスタマーチームが2013年シーズンに参戦し、世界15のチャンピオンシップで、108のレースに参戦。チームはトータル 27のポールポジション、23の勝利、さらに39の表彰台フィニッシュと3つのチャンピオンシップタイトルを獲得した。
大成功を収めた2013年のシーズン以降、マクラーレンGTは、北米でのピレリ・ワールド・チャレンジ・チャンピオンシップにおいて、12C GT3カーがデビューを果たし、カスタマーサポートを拡大した。
およそ15台の650S GT3 が、2015年のレースシーズン中にデビューを果たし、数々の勝利を収めた。とりわけマクラーレンGTカスタマーレーシングチームのフォン・ライアン・レーシングは、シルバーストンでのブランパン耐久シリーズで勝利を収め、デビューシーズンの650S GT3でブランパン耐久シリーズの最初の勝利を記録した。
650S GT3は2016年の主要なGT3カーであった。同年2月、オーストラリアのチームTekno Autosportsは、オーストラリアのマウントパノラマサーキットで、ドライバーのアルヴァロ・パレンテ、シェーン・ヴァン・ギスベルゲン、ジョナサン・ウェブとともに、バサースト12時間で総合優勝した。ブランパンGTシリーズ耐久カップでは、イギリスのチーム’ガレージ59’が、ドライバーのヴァン・ギスベルゲン、ロブ・ベル、コーム・レドガーとともに、モンツァ3時間とポール・リカール1000kmで優勝、年間タイトルも獲得した。

## マクラーレン・スペシャル・オペレーションズ（MSO）
マクラーレン・オートモーティブのビスポーク部門である。2011年に正式に発足したMSOの起源は20年以上も前に遡り、オーナーのためにマクラーレンF1のサービス、メンテナン ス、およびパーソナライズを行うために、1990年代初頭に設立されたマクラーレンカスタマーケアプログラムから部門が発展した。